# Кшемьонки Опатовске
Кшемьо̀нки (на полски: Krzemionki), известни също като Кшемьо̀нки Опато̀вске, е археологически резерват, съхранил комплекс от неолитни мини за добив ивичест кремък. Намира се между селата Судул и Магоне в община Бодзехув, Швентокшиско войводство, на 5 км североизточно от Островец Швентокшиски.

## История
Праисторическите кремъчни мини са действали на това място между около 3900 – 1600 г. пр.н.е. и са едни от най-важните в Европа. В периода на неолита този минерал е добиван от хората от културата на фуниевидните чаши и културата на кълбовидните амфори, а през бронзовата епоха – от „межановицката култура“.
Част от добития кремък се е преработвала в околните седименти и се е разнасяла на разстояние до 660 км. Най-популярни продукти са били четиристенните секири и длета. В близост до мините са реконструирани жилища от късния неолит и ранната бронзова епоха.
Кремъчните мини са открити през 1922 г. геолога Ян Самсонович. В обекта има четири вида мини: яма, ниша, стълб-камера и камера.Локализирани са над 2700 шахти, свързани с лъчеобразна мрежа от галерии. Средната дълбочина на шахтите е 5 – 6 м, максималната е 9 м. Максималният диаметър е 4 – 5 м. Ширината на галериите е до 0,7, а височината варира от 0,6 – 1,2 м.
В галериите са открити стълбове и следи от щамповане. На повърхността са открити останки от работилница, в която е обработван изкопаният кремък. По стените на тунелите са оцелели малко на брой рисунки с въглен. Подземието е отворено за посетители по туристически маршрут дълъг 465 м.
След периода на неолитна експлоатация районът на кремъчен добив обраства с гора. Благодарение на това следите на праисторията не са унищожени. Едва през 1913 г., когато е създадено село Кшемьонки, горите са изсечени и са открити минните за добив.
- Неолитна галерия в мина Кшемьонки
- Неолитна галерия в мина Кшемьонки
- Ивичест кремък на стената на мина в Кшемьонки

## Закрила
На територията на мините е създаден природен резерват Кшемьонки Опатовске, който е част от защитената ландшафтна зона Каменната долина.
През 1994 г. Кшемьонки е признат за паметник на полската история. а през 2019 г., по време на 43-та сесия на Комитета за световно наследство, е взето решение за вписване на Кшемьонковски регион за праисторическо добиване на ивичест кремък в списъка на световното наследство на ЮНЕСКО.

## Туризъм
През резервата преминава синята туристическа пътека от Лиса Гура до Пентковице.
Можете да стигнете дотам с автобусна линия 110 Trans Katrina.